# Veliko Polje (Obrenovac)
Veliko Polje es un pueblo ubicado en el municipio de Obrenovac, en Belgrado, Serbia.

## Superficie
Posee una superficie de 23,41 kilómetros cuadrados.

## Demografía
Hasta 2022 la población era de 1669 habitantes, con una densidad de población de 71,29 habitantes por kilómetro cuadrado.